# Elliot Omozusi
Elliott Junior Uyi Omozusi (Hackney Central, 15 dicembre 1988) è un ex calciatore inglese, di ruolo difensore.

## Carriera

### Club
Ha esordito tra i professionisti nella stagione 2006-2007 con i londinesi del Fulham, militanti nella prima divisione inglese, con i quali ha giocato una partita in FA Cup ed una partita in Coppa di Lega; nella stagione 2007-2008 gioca invece 8 partite nella prima divisione inglese (che resteranno anche le sue uniche in carriera in questa categoria) sempre con la maglia dei Cottagers, con cui gioca inoltre anche un'ulteriore partita in Coppa di Lega. Nella stagione 2008-2009 gioca in prestito al Norwich City, con cui colleziona 21 presenze nella seconda divisione inglese. Gioca poi per diversi anni in terza divisione, prima al Charlton e poi al Leyton Orient.

### Nazionale
Ha giocato nelle nazionali giovanili inglesi Under-16, Under-17, Under-18 ed Under-19.